# Суматрански орангутан
Суматранският орангутан (Pongo abelii) е един от трите вида орангутани. Той е по-рядък от борнейския орангутан и живее само на остров Суматра, Индонезия.

## Физически характеристики
Възрастните мъжки суматрански орангутани достигат височина 1,4 m и тегло 90 kg. Женските са по-малки с ръст 90 cm и тегло 45 kg. В сравнение с борнейските орангутани суматранските са по-тънки, с по-дълги лица и с по-дълга бледочервена козина.

## Начин на живот

### Храна
Сравнен с борнейския орангутан, суматранският орангутан е по-склонен да се храни с плодове и насекоми. Предпочитани плодове са смокини и джакфрут. В менюто влизат също птичи яйца и малки гръбначни животни.

### Жизнен цикъл
Животът на суматранския орангутан преминава през пет етапа, които се отличават с различни физически и психически характеристики.